# Miocidaridae
De Miocidaridae zijn een familie van uitgestorven zee-egels uit de orde Cidaroida.

## Geslachten
- † Couvelardicidaris Vadet, 1991
- † Eotiaris Lambert, 1900
- † Leurocidaris Kier, 1977
- † Miocidaris Döderlein, 1887
- † Permocidaris Lambert, 1900
- † Procidaris Pomel, 1883